# Mihai Stoica
Mihai Stoica (n. 12 aprilie 1965, Sibiu, România), cunoscut și ca Meme Stoica, este un fost fotbalist român ce ocupă în prezent poziția de manager general al echipei de fotbal FCSB.
În perioada 1992-2002 a activat ca președinte la Oțelul Galați, înainte de a trece la Steaua București în 2004 pe aceeași poziție. A părăsit postul în 2007 pentru a se alătura Unirii Urziceni ca manager general. În 2010, s-a întors din nou la Steaua. Pentru o scurtă perioadă de timp a fost invitat permanent al unor emisiuni la postul de televiziune Digi Sport. În martie 2014, a fost condamnat de o curte de apel din România la o pedeapsă de 3 ani și 6 luni de închisoare pentru spălare de bani și evaziune fiscală în legătură cu transferul a 12 fotbaliști români în străinătate. În februarie 2016, a fost eliberat condiționat din închisoare, și la scurt timp a revenit la Steaua în postura de director sportiv.
În prezent, pe lângă funcția de manager general la FCSB, acesta este și analist sportiv în cadrul televiziunii de sport Prima Sport.

## Biografie
A fost desemnat „Conducătorul Anului” în 2007 și 2008 de către Asociația Fotbaliștilor Români și Clubul Sportiv al Jurnaliștilor.
Este absolvent al Facultății de Mecanică, promoția 1989. Este căsătorit, are o fiică.

## Cariera

### Jucător
Mihai Stoica a jucat fotbal la Metalosport Galați, Oțelul Galați, Victoria Râmnicu Sărat și Șantierul Naval Tulcea - SNT.

### Conducator

#### Otelul Galati

Mihai Stoica în 2007

În februarie 1992 a fost numit în funcția de Președinte al Secției de Fotbal la Clubul Sportiv Oțelul Galați, funcție pe care a ocupat-o până în iunie 2002. Oțelul Galați s-a calificat în edițiile 1997-98 și 1998-99 ale Cupei UEFA.

#### Fotbal Club Steaua București
După plecarea de la Galați a acceptat funcția de Director Executiv la Steaua București pe perioada iunie 2002 -august 2004.
În august 2004 a devenit Manager General al FC Steaua. FCSB a obținut 2 titluri de campioană a României în 2005 si 2006 și Supercupa României în 2006. FCSB a ajuns în semifinalele Cupei UEFA, ediția 2005-06. Este singurul conducător de club din România care are la activ 3 calificări consecutive în fazele eliminatorii ale competițiilor europene.

#### Unirea Urziceni

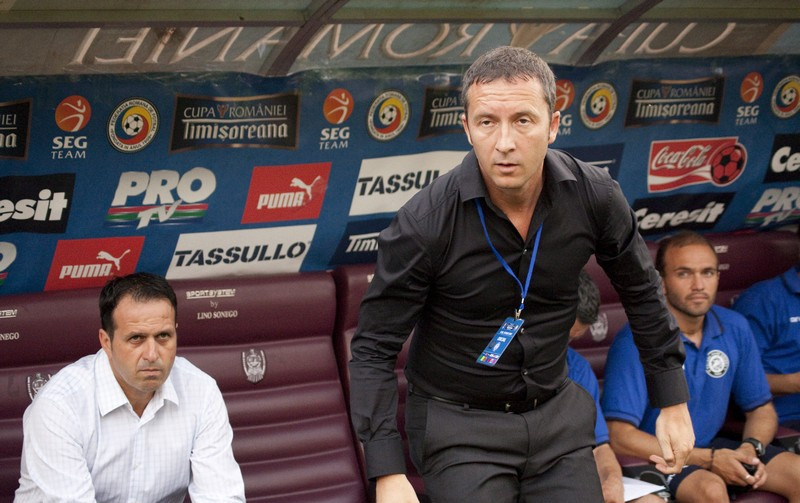
Ronny Levy și Mihai Stoica la meciul din Supercupa României 2010.

În mai 2007, în urma unor neînțelegeri cu patronul FCSB, George Becali, Mihai Stoica a demisionat și semnat un contract pe o perioadă de 3 ani cu Unirea Urziceni, club recent promovat în Liga 1. Unirea Urziceni, avându-l antrenor pe Dan Petrescu și Manager General pe Mihai Stoica s-a calificat în ediția 2008-09 a Cupei UEFA. În 2010 a demisionat de la clubul Unirea Urziceni pe fondul unei crize economice la club.

#### Fotbal Club FCSB
În Noiembrie 2010, acesta a revenit in postul de Manager General la FC Steaua București (FCSB). Plecand dupa doar un an de la FCSB dupa niste discuti contradictorii cu George Becali in data de 30 septembrie 2011. Dupa doar un an acesta revene inapoi la FCSB dupa ce Dinu Gheorghe nu a aceptat oferta FCSB , in 2014 dupa condamnarea în Dosarul Transferurilor, pentru înșelăciune, acesta a demisonat , revenenid iara in 2016 la FCSB ca Director Sportiv. In 2023 acesta a devenit Presedintele Consiliului Administrativ al clubului FCSB dupa un esec in fata rivalei Rapid Bucuresti rezultand pierderea titlului. 

## Controverse
Pe 4 martie 2014, Mihai Stoica a fost condamnat la trei ani și șase luni de închisoare cu executare în Dosarul Transferurilor, pentru înșelăciune.

## Cărți
- Stoica, Mihai (2015). FIFA world cup Brasil: statistici, analize, comentarii. București: Oscar Print. ISBN 978-973-668-391-6.[12]
- Stoica, Mihai (2015). Ultimii 11: participarea echipelor de club în competițiile continentale 2004-2015: statistici, tendințe, perspective. București: Oscar Print. ISBN 978-973-668-396-1. Parametru necunoscut |lunăoriginală= ignorat (ajutor)[13]